# Lonchaea luteala
Lonchaea luteala är en tvåvingeart som beskrevs av Mcalpine 1964. Lonchaea luteala ingår i släktet Lonchaea och familjen stjärtflugor. Inga underarter finns listade i Catalogue of Life.